# Florian Schmid (Fußballspieler)
Florian Schmid (* 20. Juni 2000) ist ein deutscher Fußballspieler.

## Karriere
Schmid begann mit dem Fußballspielen in der Jugendabteilung des FC Deisenhofen und durchlief dort alle Jugendmannschaften. Im Sommer 2019 wurde er in den Kader der ersten Mannschaft in der Bayernliga aufgenommen. Nach 19 Toren in 41 Ligaspielen wechselte er Ende Januar 2022 in die Regionalliga Bayern zur SpVgg Unterhaching. Im Juli 2022 verlängerte er seinen Vertrag bis Sommer 2024. Mit seinem Verein wurde er am Ende der Saison 2022/23 Meister und stieg in die 3. Liga auf. Dort kam er auch zu seinem ersten Einsatz im Profibereich, als er am 19. August 2023, dem 2. Spieltag, beim 3:2-Heimsieg gegen den SSV Ulm 1846 in der 90. Spielminute für Patrick Hobsch eingewechselt wurde.

## Erfolge
- Meister der Regionalliga Bayern und Aufstieg in die 3. Liga: 2023